# Kabelbinder
Kabelbinder (også kendt som plasticstrips og kabelstrips) er betegnelsen for en plastikstrimmel med låseanordning. Det amerikanske selskab Thomas & Betts lancerede produktet i 1958 under navnet Ty-Rap.